# Diana Fleischman
Diana Santos Fleischman, född 22 april 1981 i São Paulo, är en amerikansk evolutionspsykolog. Hennes verksamhetsfält inkluderar studier av avsmak, mänsklig sexualitet och beteendemässig endokrinologi. Hon intresserar sig också för rörelserna kring effektiv altruism, djurrätt och feminism.

## Biografi

### Bakgrund och privatliv
Fleischman föddes i S̈āo Paulo och uppfostrades både i judisk och katolsk tradition. Hon växte upp i den amerikanska södern och fick ingen skolundervisning om evolutionen i det lokala skolsystemet. Sedan tidig ålder hade hon ett brinnande intresse för evolutionen, och som tolvåring gavs hon öknamnet "monkey girl" ('apflickan') av klasskamraterna.
Hon läste grundkurser på Oglethorpe University i norra Georgia och studerade även ett år vid London School of Economics. 2009 doktorerade hon vid University of Texas at Austin, med David Buss som handledare, och därefter ägnade hon sig åt forskning vid UNC Chapel Hill.

### Karriär
Efter sina forskningsstudier vid UNC Chapel Hill föreläste Fleischman från 2011 till 2020 på fakulteten för psykologi vid University of Portsmouth. Därefter har hon (i samband med graviditet och barnafödsel) varit tjänstledig från det uppdraget.
En av hennes mest uppmärksammade teorier och forskningsinsatser gäller den om huruvida avsmak hämmar sexuell upphetsning hos kvinnor. I undersökningen (från 2015) visades pornografiska bilder före respektive efter visandet av objektivt äckliga alternativt skrämmande bilder. Resultatet var att de 25 procent av testpersonerna som fick se äckliga bilder före erotican visade sig bli i snitt en tredjedel så upphetsade (räknat på blodtillströmning till underlivet) som de övriga tre testgrupperna.
Hennes text "Uncanny Vulvas" (2020), där möjligheterna med sexrobotar diskuteras, har nått långt utanför den akademiska sfären. Fleischman ser en snabb teknisk utveckling som inom en snar framtid gör det möjligt för "relationer" där endast en av parternas önskemål behöver respekteras. Hon ser därför sexrobotar som ett möjligt hot mot det empatibehov som människor normalt får lov att hantera.
Utöver att skriva texter i akademiska publikationer och föreläsningar i olika akademiska sammanhang, sysslar hon även med allmänna föreläsningar och föredrag, samt skriver artiklar för en bredare allmänhet. Hon argumenterar för att ätandet av nötkött är mer etiskt än att äta kyckling, eftersom den handlingen dödar färre djur per gram kött. Hon betraktar sig själv som transhumanist.

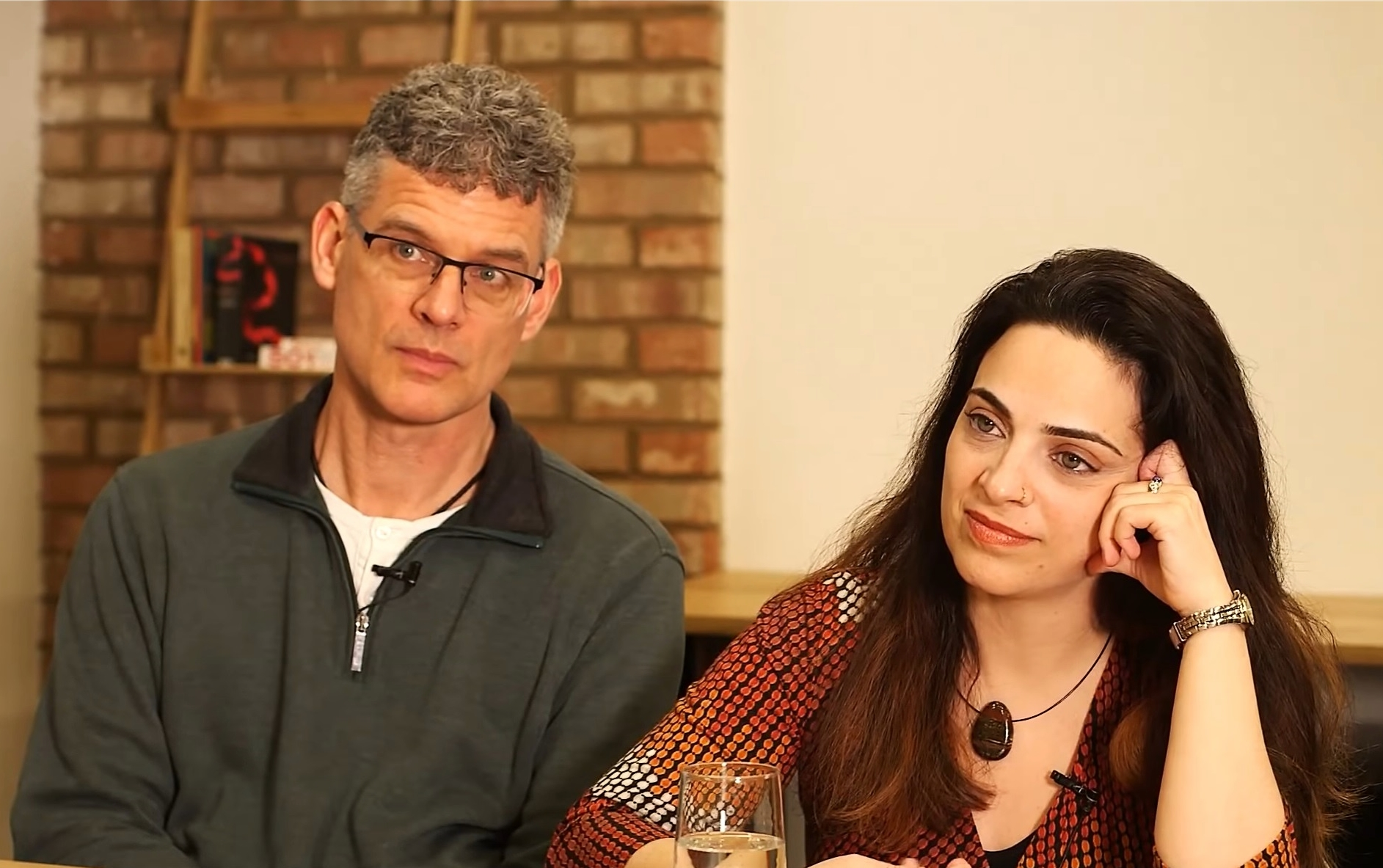
Fleischman (till höger) med Geoffrey Miller, 2019.

I augusti 2022 startade hon en blogg vid webbportalen Psychology Today. Bloggen har namnet "How to Train Your Boyfriend", vilket även är namnet på den bok hon arbetar på. Bland ämnen på bloggen finns frågan om existensen av ett krig mellan könen. Hon ser i sin forskning hur män och kvinnor oftare konkurrerar inom respektive kön, men hon menar att evolutionspsykologer å andra sidan talar om att de båda könen kan vara inblandade i en "kapprustning". I det senare fallet kan män överdriva sitt emotionella intresse (i jakten på sex), samtidigt som kvinnor kan öka sin lyhördhet för att genomskåda detta beteende.
Sedan 2023 arbetar hon för tidskriften Aporia, där hon bland annat producerar en podcast.

## Privatliv och övrigt
I november 2019 gifte hon sig med sin amerikanske kollega inom evolutionspsykologifacket Geoffrey Miller. Paret hade tidigare framträtt i en intervju där de talade om fördelarna med polyamori. De har två barn tillsammans, födda våren 2022 respektive sommaren 2023.
Fleischman är medlem av Giving What We Can, ett nätverk av människor som lovat donera 10 procent av sin inkomst till världens mest effektiva välgörenhetsorganisationer.

## Verk (urval)
- Confer, Jaime C.; Easton, Judith A.; Fleischman, Diana S.; Goetz, Cari D.; Lewis, David M. G.; Perilloux, Carin; Buss, David M. (2010). ”Evolutionary psychology: Controversies, questions, prospects, and limitations.” (på engelska). American Psychologist 65 (2):  sid. 110–126. doi:10.1037/a0018413. ISSN 1935-990X. PMID 20141266.
- Fleischman, D. S. & Fessler, D. M (Jan 2011). ”Progesterone's effects on the psychology of disease avoidance: Support for the compensatory behavioral prophylaxis hypothesis” (på engelska). Hormones and Behavior 59 (2):  sid. 271–275. doi:10.1016/j.yhbeh.2010.11.014. ISSN 0018-506X. PMID 21134378.
- Fleischman, Diana S.; Navarrete, C. David; Fessler, Daniel M.T. (2010-04-22). ”Oral Contraceptives Suppress Ovarian Hormone Production” (på engelska). Psychological Science 21 (5):  sid. 750–752. doi:10.1177/0956797610368062. ISSN 0956-7976. PMID 20483856.
- Fleischman, Diana Santos (2014) (på engelska), Women's Disgust Adaptations, Evolutionary Psychology, Springer New York, s. 277–296, doi:10.1007/978-1-4939-0314-6_15, ISBN 9781493903139